# Fertőendréd
Fertőendréd là một thị trấn thuộc hạt Győr-Moson-Sopron, Hungary. Thị trấn này có diện tích 15,09 km², dân số năm 2010 là 610 người, mật độ 40 người/km².